# Palacete Granado

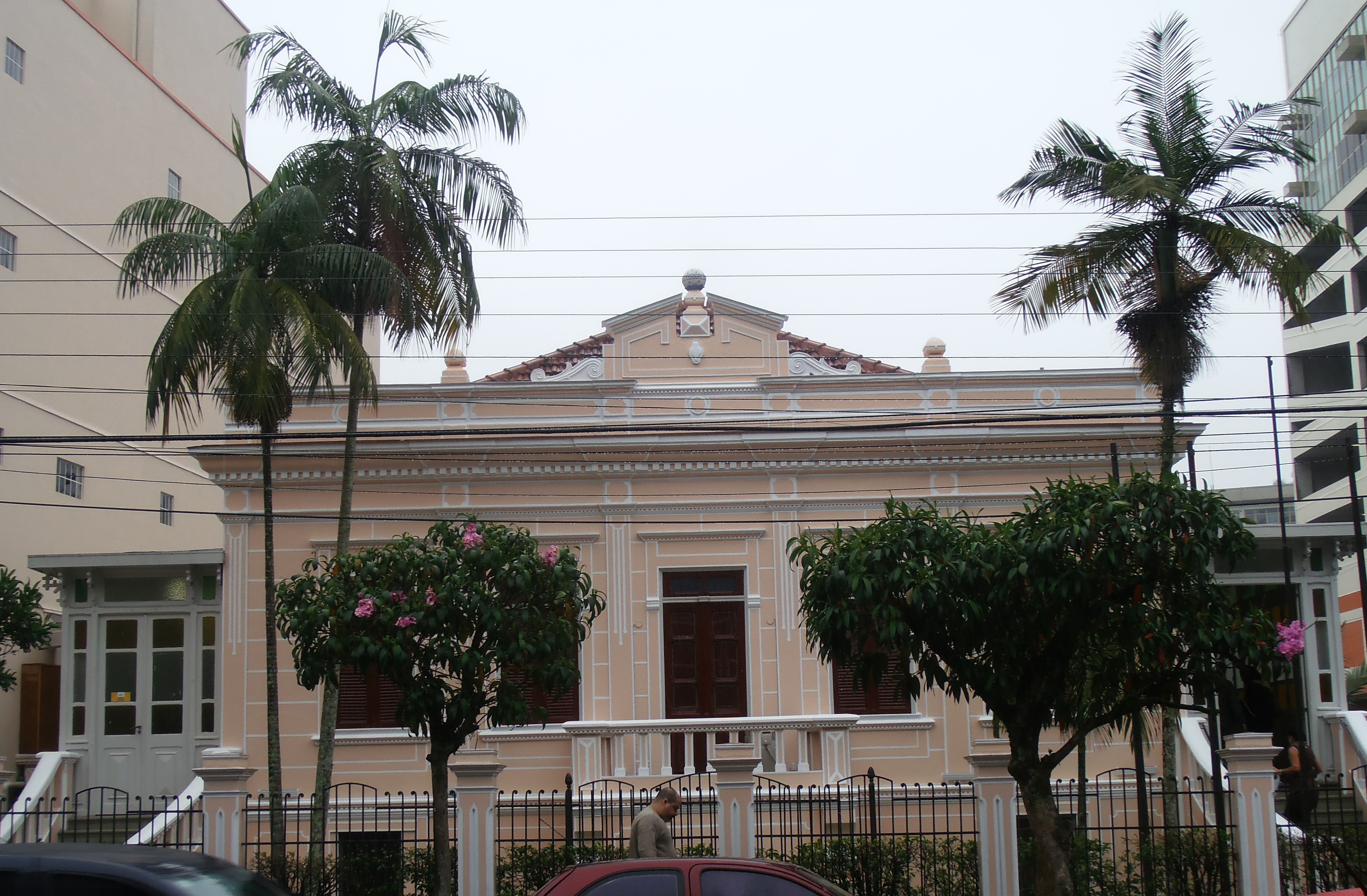
Fachada principal.

O Palacete Granado é um imóvel localizado no centro da cidade de Teresópolis, no estado do Rio de Janeiro.

## História
Pertencia a José António Coxito Granado, imigrante português, que fundou e dirigiu, no Rio de Janeiro a Drogaria Granado e o primeiro laboratório de análises da cidade. Ele também foi o fundador de uma das mais longevas marcas brasileiras do gênero, a Granado, que de botica mais antiga do país, tornou-se uma grande produtora sabonetes em barra, além do tradicional Polvilho Antisséptico,  criado em 1903 e com registro de autorização aprovado por Oswaldo Cruz.
José Granado construiu o palacete, em estilo francês, em Teresópolis, em 1913. Era sua residência de veraneio e por lá passaram pessoas ilustres, como o aviador Gago Coutinho. Era usada como chácara-modelo, com atividades de desenvolvimento da floricultura, policultura, especialmente os vinhedos e plantas medicinais. Conxito plantou ali as primeiras ervas medicinais que mais tarde dariam origem aos medicamentos da Drogaria Granado. 
Em 1888, a farmácia Granado faz uma homenagem ao regresso de D. Pedro II ao Brasil, expondo em sua fachada um quadro à óleo, retratando D. Pedro II, sua esposa Thereza Cristina com o neto primogênito Pedro Augusto de Saxe-Coburgo e Bragança. O quadro foi encomendado ao artista alemão Frederico Steckel .
José Granado morreu em 1935, e a residência passou a ser o Colégio Teresa Cristina, no período de 1940 a 1976; hoje, o Palacete é sede cultural do SESC, e um importante ponto turístico de Teresópolis.

## Arquitetura
Circundado por casas residenciais e comerciais, próximo ao Shopping Várzea, o Palacete Granado foi projetado em estilo francês, possui construção em pedra, cal e tijolos, coberta de telhas, assoalhado e com porão, onde atualmente se encontram salas e uma cantina . Na parte superior da casa, uma grande varanda no lado direito e outra no lado esquerdo  . 

## Exposição Permanente - Família Granado
Concebida em 2013 por ocasião do centenário do Palacete Granado, a  mostra traz painéis com informações e imagens de época, combinados com réplicas de objetos usados pela família Granado. Uma estante com frascos de medicamentos, espelho, chapeleira, porta-retratos com fotografias da farmácia dos Granado, entre outros utensílios, é uma viagem aos primórdios do empreendimento que se perpetua até hoje, com lojas em vários estados brasileiros.  